# Charles O. Case
Charles Orlando Case (* 9. Juli 1860 bei Rock Island, Illinois; † 25. November 1933 in Phoenix, Arizona) war ein US-amerikanischer Lehrer und Politiker (Demokratische Partei).

## Werdegang
Charles Orlando Case, Sohn von Charles Harrison Case und seiner Ehefrau Sarah Jane geborene Taylor, wurde 1860 bei Rock Island geboren, der Kreisstadt von Rock Island County. Sein Vater unterrichtete Mathematik am Oberlin College und war später bis zu seinem Tod als Baptisten-Pfarrer tätig. Seine Kindheit war vom Bürgerkrieg überschattet und dem frühen Tod seiner beiden Eltern. Im Alter von 8 Jahren war er auf sich selbst gestellt. Später besuchte er das Hillsdale College in Michigan.
1889 zog er in das Arizona-Territorium. In den folgenden 20 Jahren war er als Lehrer und Principal of Superintendent of Schools in Globe, Alma, Mesa, Prescott und Jerome tätig. Am 14. Februar 1912 trat Arizona als 48. Bundesstaat der Union bei. Während seiner Tätigkeit als Principal of Superintendent of Schools in Jerome im Jahr 1912 wurde Case für eine zweijährige Amtszeit zum ersten Superintendent of Public Instruction von Arizona gewählt. Er wurde dreimal in Folge wiedergewählt und bekleidete den Posten bis Anfang 1919. Seine Amtszeiten waren vom Ersten Weltkrieg überschattet. 1922 wurde er erneut zum Superintendent of Public Instruction von Arizona gewählt. Er wurde viermal wiedergewählt. Bei seiner fünften Wiederwahlkandidatur erlitt er bei den demokratischen Vorwahlen eine Niederlage gegen Herman E. Hendrix. Case bekleidete den Posten bis Anfang 1933. Die Weltwirtschaftskrise überschattete seine letzten Amtszeiten.
Case war Mitglied vom Bildungsausschuss von Arizona, ein Regent an der University of Arizona, Vorsitzender vom Bildungsausschuss am Arizona State Teachers' College in Tempe, ein Mitglied im Bildungsausschuss am Arizona State Teachers' College in Flagstaff und ein Mitglied im Begnadigungsausschuss von Arizona. Sein politischer Erfolg wird zum großen Teil auf seine gute Beziehung zu seinen früheren Schülern zurückgeführt. Für viele Bewohner von Arizona verkörperte er einen Mann mit Charakter, Vision und Befähigung. Es waren Eigenschaften, welche für die Entwicklung des Bildungssystems des neuen Bundesstaates benötigt wurden. Case wies ausgeprägte literarische Fähigkeiten auf und war Autor zahlreicher Artikel und einiger Gedichte. Mut, Edelmut, Charakterstärke, Entschlusskraft, Zielsetzung, hohe Ideale, Sanftmut und Großzügigkeit waren seine dominierenden Charakterzüge.
Case gehörte den Freimaurern (Free and Accepted Masons), den Woodmen of the World, den Loyal Order of Moose, der Arizona State Education Association und der National Education Association an.
Am 26. Juli 1892 heiratete er in Phoenix seine Ehefrau Angie (1868–1953), Tochter von Amelia Jane Thompson Jackson (1835–1924) und Malie Monroe Jackson (1835–1926), einem Pionier in Arizona. Das Paar bekam vier Kinder: Lawrie, Harvey, Wilmyth und Eugene Malie (1904–1961).
Case verstarb 1933 in Phoenix und wurde dann dort auf dem Greenwood Memory Lawn Cemetery beigesetzt.